# 姶良市立山田小学校
姶良市立山田小学校（あいらしりつやまだしょうがっこう）は鹿児島県姶良市下名にある市立小学校である。

## 沿革
1869年（明治2年）に、元の地頭仮屋の場所を利用して「学問所」として設置されたのが始まりである。この場所は現在姶良市役所山田出張所になっている。廃仏毀釈により職を失った僧侶を教師として採用していた。1872年（明治5年）学制により、外城八九郷校と改称し、1886年（明治19年）小学校令により山田尋常高等小学校となった。1898年（明治31年）9月に、現在農協山田支所となっている場所に移転した。1909年（明治42年）4月に稲荷尋常小学校と日枝尋常小学校を併合した。1924年（大正13年）4月山田村立補習学校を併設し、1926年（大正15年）4月からは青年訓練所も併設した。1930年（昭和5年）に現在地へ移転した。1941年（昭和16年）4月から山田国民学校となり、戦争末期には種子島の島間国民学校からの疎開児童を受け入れている。1947年（昭和22年）4月に山田村立山田小学校となった。1951年（昭和26年）5月に開拓地として指定されていた飛野に飛野分校を設置した。しかし児童が減少し道路も整備されたことから、1966年（昭和41年）3月31日をもって分校は閉鎖となり、スクールバスの運行に切り替えられている。

### 年表
- 1869年（明治2年） - 学問所設置、現在の姶良市役所山田出張所の位置。
- 1872年（明治5年） - 外城八九郷校と改称。
- 1886年（明治19年） - 山田尋常高等小学校となる。
- 1898年（明治31年）9月 - 移転、現在の農協山田支所の位置。
- 1899年（明治32年）4月 - 山田村女子補修科設置。
- 1909年（明治42年）4月 - 稲荷尋常小学校と日枝尋常小学校を合併。
- 1924年（大正13年）4月 - 山田村立補習学校併設。
- 1926年（大正15年）4月 - 青年訓練所併設。
- 1930年（昭和5年） - 現在地に移転、敷地面積11,253平方メートル、校舎2,488平方メートル。
- 1931年（昭和6年） - 講堂落成396平方メートル。
- 1941年（昭和16年）4月 - 山田国民学校と改称。
- 1947年（昭和22年）4月 - 山田村立山田小学校と改称。
- 1951年（昭和26年）5月 - 飛野分校を開設。
- 1955年（昭和30年）1月1日 - 町村合併により姶良町立となる。
- 1963年（昭和38年）7月 - プール完成、総工費264万円。
- 1966年（昭和41年）
  - 3月31日 - 飛野分校閉鎖、スクールバス運行に切り替え。
  - 3月 - 給食室完成、完全給食開始。
- 1972年（昭和47年）2月 - 鉄筋コンクリート造り校舎が落成。
- 2010年（平成22年）3月23日 - 合併により姶良市立となる。